# Thai Airways International

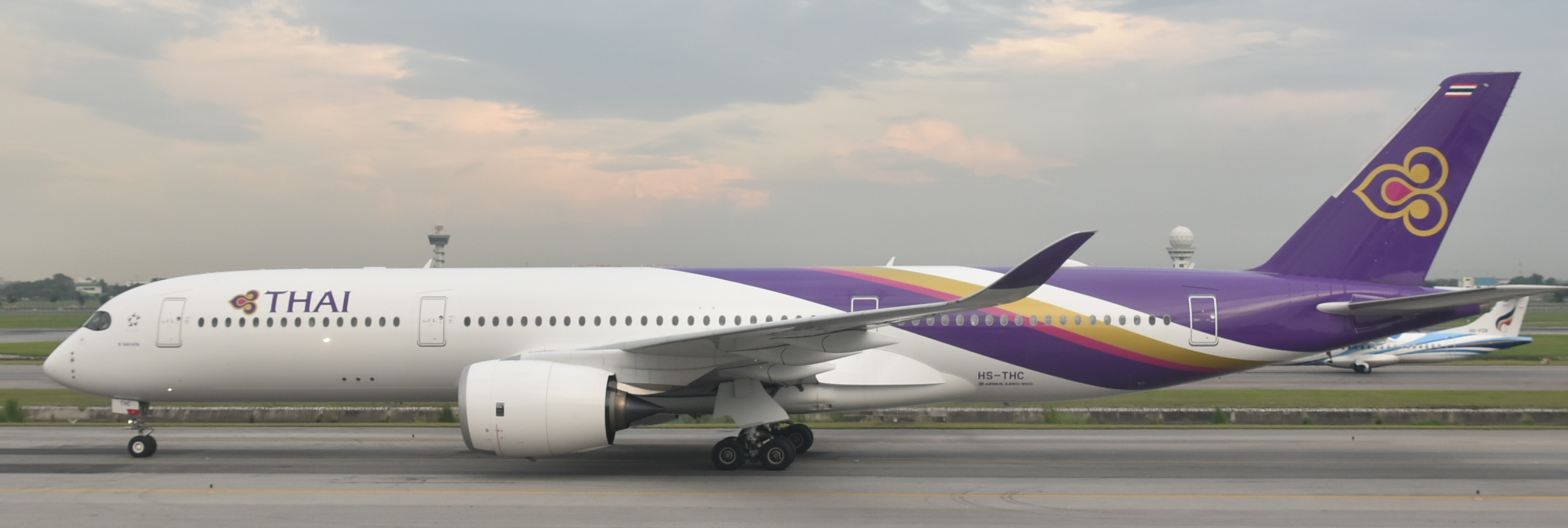
Airbus A350 da Thai Airways International.

A Thai Airways International (Thai : การบินไทย) é uma empresa aérea da Tailândia. É membro da Star Alliance.

## Frota
Em 29 de Março de 2024 a frota da empresa era composta por:
| Avião            | Quantidade | Encomendas |
| ---------------- | ---------- | ---------- |
| Airbus A320-200  | 20         |            |
| Airbus A330-300  | 5          |            |
| Airbus A350      | 23         |            |
| Boeing 777-200   | 4          |            |
| Boeing 777-300ER | 17         |            |
| Boeing 787-8     | 6          |            |
| Boeing 787-9     | 3          |            |
| Total            | 78         | 0          |

## Acidentes e incidentes
- Voo Thai Airways International 311 - Em 31 de Julho de 1992, o Airbus A310-304 matrícula HS-TID com o código de voo TG311 despencou-se quando efetuava a aproximação Sierra a Katmandu. Transportava 2 pilotos, 12 membros de cabine e 99 passageiros. Não houve sobreviventes.
- Voo Thai Airways International 261, em 11 de dezembro de 1998.